# نهائي كوبا أمريكا 1987
نهائي كوبا أمريكا 1987 كانت المباراة النهائية لمسابقة كوبا أمريكا 1987 وهي مسابقة كرة قدم تنظم من طرف اتحاد أمريكا الجنوبية لكرة القدم، أقيمت مباراة النهائي بين منتخب الأوروغواي ونظيره منتخب تشيلي على ملعب مونومنتال أنتونيو فيسبوسيو ليبرتي في بوينس آيرس.
حقق منتخب الأوروغواي البطولة الثالثة عشرة بعد تفوقه على نظيره التشيلي بنتيجة 1-0.

## عن الفريقين
عرفت البطولة حتى عام 1975 باسم "بطولة أمريكا الجنوبية لكرة القدم".

| الفريق     | سنوات التتويج في كوبا أمريكا السابقة *(للإشارة إلى فوز المنتخب في البطولة باعتباره البلد المضيف) |
| ---------- | ------------------------------------------------------------------------------------------------ |
| الأوروغواي | 12 (1916, 1917*, 1920, 1923*, 1924*, 1926، 1935, 1942*, 1956*, 1959, 1967*, 1983)                |
| تشيلي      | لم يسبق له التتويج.                                                                              |

## اللقاء
| الأوروغواي    | 1–0 | تشيلي |
| ------------- | --- | ----- |
| بينغوتشيا 56' |     |       |